# Hemiodus parnaguae
Espèce
Hemiodus parnaguae est une espèce de poissons d'eau douce de la famille des Hemiodontidae.

## Répartition
Hemiodus parnaguae est endémique du Brésil où il se rencontre dans le bassin du rio Parnaíba.

## Description
Hemiodus parnaguae peut mesurer jusqu'à 146 mm, queue non comprise. C'est une espèce ovipare.

## Systématique
Le nom valide complet (avec auteur) de ce taxon est Hemiodus parnaguae Eigenmann & Henn (d), 1916,.
Hemiodus parnaguae a pour synonymes :
- Hemiodopsis parnaguae (Eigenmann & Henn, 1916)
- Hemiodopsis rodolphoi (Fowler, 1941)
- Hemiodus rodolphoi Fowler, 1941

### Étymologie
Son épithète spécifique, parnaguae, fait référence à sa localité type, Lagoa de Parnaguá (pt).

### Publication originale
- (en) Carl H. Eigenmann et Arthur W. Henn, « Description of three new species of Characid fishes », Annals of the Carnegie Museum of Natural History, Pittsburgh, Inconnu, vol. 10, nos 1/2,‎ 1916, p. 87-90 (ISSN 0097-4463 et 1943-6300, OCLC 1261514, DOI 10.5962/p.78059, lire en ligne).